# 12252 광주
12252 광주(12252 Gwangju, 1988 VT1)는 1988년 11월 8일 일본인 고이시카와 마사히로가 센다이 천문대 아야시 관측소에서 발견한 소행성이다. 일본 센다이시와 대한민국 광주광역시의 자매결연을 기념하여 이름이 붙여졌다.